# Лиллелунн, Тобиас
Тобиас Лиллелунн (дат. Tobias Lillelund, род. 14 августа 2002, Икаст, Рингкёбинг) — датский профессиональный велогонщик, выступающий в соревнованиях по маунтинбайку в дисциплине кросс-кантри.

## Карьера
Лиллелунн завоевал бронзовую медаль на чемпионате мира по маунтинбайку 2023 года в смешанной командной эстафете.

### Достижения

#### Маунтинбайк
2019
2-й на Чемпионате Дании среди юниоров
MTBliga:
3-й в Нестведе
3-й в Хольте
3-й в Ольборге
2-й в Копенгагене
3-й на Race Days Kolding powered by SRAM
5-й на Race Days Vejle powered by SRAM
Кубок Америки:
7-й на Bonelli Park XCO + UCI Junior Series XCO
3-й на Vail Lake + UCI Junior Series XCO
2020
2-й на Чемпионате Дании среди юниоров
7-й на Чемпионате Европы	среди юниоров
Strabag Czech MTB cup + UCI Junior Series XCO
UCI Junior Series XCO
2021
5-й на Чемпионате Дании среди юниоров
4-й на 1-м этапе MTB liga
3-й на 4-м этапе Shimano MTB Liga — Powered by Allbike
2022
2-й на Чемпионате Дании
7-й на Fullgaz Race powered by Ghost int. MTB Bundesliga
Shimano MTB Liga:
3-й на 1-м этапе
2-й этап
3-й на 3-м этапе
5-й на 5-м этапе
3-й на 6-м этапе
Greek MTB Series by Alter Bike Tours — Sparta MTB Race:
1-й этап
3-й на 2-м этапе
4-й этап
Greek MTB Series by Alter Bike Tours — Salamina MTB Race:
4-й на 2-м этапе
4-й на 3-м этапе
8-й на 4-м этапе
6-й этап
2023
Чемпионат мира:
7-й на XCO, U23
3-й на XCR
Чемпионат Дании:
5-й на XCC
3-й на XCM
3-й на XCO, U23
6-й на Gothenburg MTB Race
6-й на Huskvarna MTB-Tour
7-й на International MTB Bundesliga — Heubacher Mountainbikefestival Bike the Rock + UCI Junior Series XCO
10-й на Internazionali Crosscountry Coppa Citta Di Albenga
6-й на Ötztaler Mountainbike Festival + UCI Junior Series XCO
Shimano Mtb Liga:
1-й этап
5-й этап
Кубок мира:
4-й в Мон-Сен-Анн
7-й в Пал-Аринсал
9-й в Сноушу
Чемпионат Европы:
9-й на XCC
4-й на XCO, U23
6-й на Verona MTB International
2024
Чемпионат Дании:
2-й на XCO
2-й на XCC
Shimano MTB Liga:
5-й на 1-м этапе
3-й на 2-м этапе
4-й на 3-м этапе
7-й на Shimano Supercup Massi Banyoles + UCI XCO Junior Series
Кубок мира:
7-й в Валь-ди-Соле

#### Велокросс
2018
7-й на Kronborg Park Cross Helsingør, U19
43-й на Чемпионате Европы, U19
42-й на этапе Кубка мира в Таборе, U19
2019
3-й на Чемпионате Дании, U19
34-й на Чемпионате мира, U19
43-й на Superprestige Diegem
27-й на DVV Trofee Loenhout — Azencross
32-й на этапе Кубка мира в Хёсден-Золдере, U19
3-й на Stockholm cyclocross
6-й на CX Täby Park
2020
3-й на Чемпионате Дании, U19
2022
4-й на Чемпионате Дании
2023
3-й на Чемпионате Дании

## Личная жизнь
Отец Тобиаса — Джонни Лиллелунн, инженер, с апреля 2024 года исполняющий обязанности председателя Велоспортивного союза Дании. Сестра Тобиаса, Джули (род. 2005), также увлекается маунтинбайком и является четырёхкратной чемпионкой Дании в XCO и XCC в своей возрастной категории.